# Christoph Grupp
Christoph Grupp (* 6. Februar 1968; heimatberechtigt in Biel/Bienne und Muriaux) ist ein Schweizer Politiker (Grüne).

## Leben
Christoph Grupp studierte Biologie und Journalismus. Seit 2004 ist er Inhaber der PR-Agentur ecomm in Biel/Bienne. Grupp ist verheiratet, hat zwei Kinder und lebt in Biel/Bienne.

## Politik
Grupp gehört seit 2009 dem Stadtrat (Legislative) von Biel/Bienne an. Er ist Fraktionspräsident der Grünen und Vizepräsident der Spezialkommission für die zukünftige Ausgestaltung der Sozialbehörde (KSB). 2017 übernahm Grupp im Grossen Rat des Kantons Bern den Sitz der zurückgetretenen Daphné Rüfenacht. 2018 wurde er wiedergewählt und vertritt seither die Grünen in der Kommission für Staatspolitik und Aussenbeziehungen.
Christoph Grupp ist Vorstandsmitglied der Grünen Biel/Bienne und Delegierter an der kantonalen Delegiertenversammlung. Er ist Präsident des Kirchgemeinderats der Reformierten Kirchgemeinde Biel/Bienne sowie des Kirchenbezirks Seeland. Ausserdem ist Christoph Grupp seit 2022 im Vorstand von Casafair Schweiz.